# Lomnička (Eslováquia)
Lomnička é um município da Eslováquia, situado no distrito de Stará Ľubovňa, na região de Prešov. Tem 30,85 km² de área e sua população em 2018 foi estimada em 3.380 habitantes.

## Demografia
| Ano:        | 1994 | 2004    | 2014    | 2024    |
| ----------- | ---- | ------- | ------- | ------- |
| Broj ljudi: | 1123 | 1797    | 2991    | 3728    |
| Razlika:    |      | +60,01% | +66,44% | +24,64% |

| Ano:               | 2023 | 2024   |
| ------------------ | ---- | ------ |
| Número de pessoas: | 3583 | 3728   |
| Diferença:         |      | +4,04% |